# 얀 티에르상

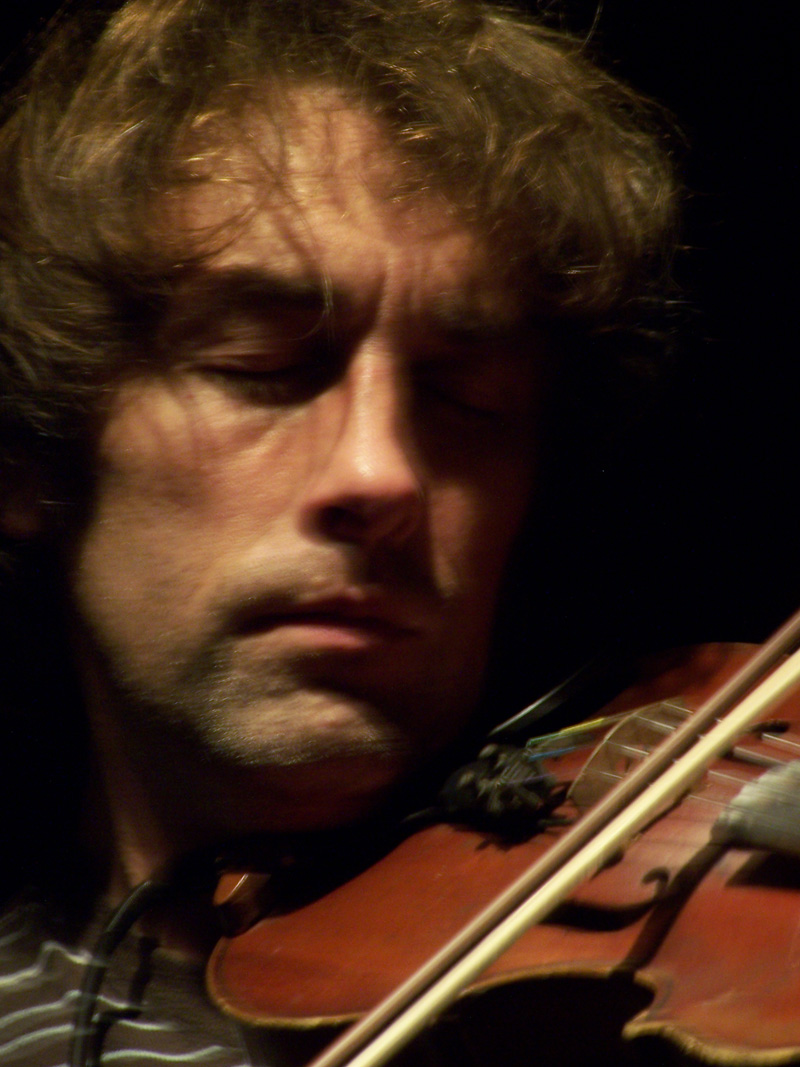
2007년 모습

얀 티에르상(Yann Tiersen, 1970년 6월 23일 ~ )은 프랑스의 음악가이자 작곡가이다. 그의 음악 커리어는 스튜디오 녹음, 음악 협업, 그리고 영화 사운드트랙 작곡으로 나뉜다. 음악은 다양한 클래식 및 현대 악기를 포함하며 주로 전기 기타, 피아노, 신시사이저, 바이올린을 이용하지만 멜로디카, 실로폰, 토이 피아노, 하프시코드, 피아노 아코디언, 심지어는 타자기 등의 기구들도 사용한다.